# تامارا داونینه
تامارا داونینه (انگلیسی: Tamāra Dauniene؛ زادهٔ ۲۲ سپتامبر ۱۹۵۱) بازیکن بسکتبال اهل اتحاد جماهیر شوروی سوسیالیستی بود.